# Eld & lågor (film, 2019)
Eld & lågor är en svensk film från 2019, regisserad av Måns Mårlind och Björn Stein. Mårlind har även skrivit manus. I rollerna ses bland annat Robert Gustafsson, Pernilla August, Helena af Sandeberg, Lennart Jähkel, Frida Gustavsson och Albin Grenholm.
Sångerskan Zara Larsson gjorde en cameoroll som sångerska i filmen, och sjöng sin nya låt When I'm not around.

## Handling
Filmen utspelar sig i Stockholm 1940, och är baserad på den sanna historien om tivolifamiljerna Nilsson och Lindgren, som ägde Gröna Lund, respektive Nöjesfältet på Djurgården. Det är en Romeo & Julia-historia, där Gröna Lunds ägare Gustaf Nilssons dotter Ninni Nilsson förälskar sig i Nöjesfältets ägare Johan Lindgrens son John Lindgren, samtidigt som föräldrarna är bittra konkurrenter.

## Medverkande
- Robert Gustafsson - Gustaf Nilsson
- Helena af Sandeberg - Nadeschda Nilsson
- Frida Gustavsson - Ninni Nilsson
- Lennart Jähkel - Johan Lindgren
- Pernilla August - Elin Lindgren
- Albin Grenholm - John Lindgren
- Edvin Endre - Lennart Lindgren
- Inga Avemo Hådell - Anita Lindgren
- Fredrik Hiller - Andersson
- Sergej Onopko - Hübner
- Jacob Ericksson - Grå man
- Zara Larsson - Sångerska

## Mottagande
Aftonbladets Jens Peterson kallade den "Romantik av gammaldags sort" och skrev "Det finns en smittande glädje i deras bildberättande, och i Eld & lågor återskapar de skickligt Stockholm för nästan 80 år sedan" och gav den betyget 4/5. SvDs Jeanette Gentele upplevde att "...kärlekshistorien håller inte för den överdådiga inramningen. Dialogen är för stolpig och skådespelarna för vilsna." och gav den betyget 3/6. SVT:s Fredrik Sahlin jämförde bildberättandet med bland annat Baz Luhrmanns Moulin Rouge!, men upplevde att manuset vacklade, var för tydligt konstruerat och att rollfigurerna var för platta.